# Непредрешение
Непредреше́ние (непредрешение государственного устройства (строя) до созыва Учредительного собрания, непредрешение народной воли, непредрешенчество) — принцип внутренней политики, проводимой Временным правительством России в ходе революций 1917 года и один из основных принципов (наряду с принципом «Россия Единая, Великая и Неделимая») внутренней политики Белого движения во время Гражданской войны в России.

## Возникновение принципа и его значение

### Во время нахождения у власти Временного правительства
По мнению историка В. Ж. Цветкова, принцип «непредрешения» был порожден той формой «непринятия престола», которую выбрал великий князь Михаил Александрович 3 (16) марта 1917 года. В его акте говорилось: «Принял я твердое решение в том лишь случае восприять верховную власть, если такова будет воля великого народа нашего, которому надлежит всенародным голосованием, чрез представителей своих в Учредительном собрании, установить образ правления и новые основные законы Государства Российского…». То есть Михаил Александрович отложил решение устройства государственного строя до момента и в соответствии с волеизъявлением самого народа, выразителем воли которого явится созванное Учредительное собрание. Временное правительство России, придя к власти, было подотчётно будущему Учредительному собранию и в деятельности своей не имело права предрешать «основных вопросов государственного строя».

### В Белом движении
Принципы непредрешенчества были вполне чётко сформулированы ещё в сентябре 1917 года во время нахождения будущих вождей Белого движения в заключении в Быхове в виде «быховской программы», которая являлась плодом коллективного труда «узников» и основные тезисы которой перешли в «проект конституции генерала Корнилова» — самую первую политическую декларацию Белого движения, которая была подготовлена в декабре 1917 — январе 1918 гг. Л. Г. Корниловым. В «…программе» говорилось: «Разрешение основных государственно-национальных и социальных вопросов откладывается до Учредительного Собрания…». В «конституции…» эта мысль была детализирована: «Правительство, созданное по программе ген. Корнилова, ответственно в своих действиях только перед Учредительным Собранием, коему она и передаст всю полноту государственно-законодательной власти. Учредительное Собрание, как единственный хозяин Земли Русской, должно выработать основные законы русской конституции и окончательно сконструировать государственный строй».
Так как главной задачей белого движения была борьба с большевизмом, то белые лидеры не вводили в повестку дня никаких иных задач государственного строительства, пока эта основная задача не была бы решена. Такая непредрешенческая позиция была теоретически ущербна, но, по мнению историка С. В. Волкова, в условиях, когда отсутствовало единство по этому вопросу даже среди лидеров белого движения, не говоря о том, что в его рядах присутствовали сторонники самых разных форм будущего государственного устройства России, представлялась единственно возможной.
Историк В. Ж. Цветков трактует «непредрешенчество» Белого движения ещё глубже. По его мнению, «непредрешенчество» белых лидеров заключалось в стремлении восстановить прерванную политико-правовую российскую традицию — в возвращении к состоянию Российского государства, в котором оно оказалось в момент отречения Николая II и выпуска акта об отказе от восприятия верховной власти Михаила Александровича 3 марта 1917 года — отказаться от политического наследия Февральской и Октябрьской революций, подтвердить верность союзническим обязательствам перед Антантой, восстановить разрушенную революцией законность, созвать представительное Собрание и определить курс внутренней и внешней политики.
Вожди Русской армии стояли на принципах непредрешения и в эмиграции — генерал П. Н. Врангель, к примеру, отвечая на критику правомонархических кругов за отказ открыто провозгласить монархические лозунги, писал в канун 1922 года: «заветы Русской Армии — …освобождение Отечества, не предрешая форм его грядущего государственного бытия…».